# Mounia Boucetta
Mounia Boucetta, née le 24 mars 1967 à Rabat, est une femme politique marocaine.

## Biographie

### Études et carrière professionnelle
Elle est l'aînée d'une fratrie de trois enfants. En 1985, elle obtient un baccalauréat sciences-mathématiques et intègre l'École Mohammadia d'ingénieurs, d'où elle sort cinq ans plus tard ingénieure d'État, option génie des procédés industriels.
À la fin des années 2000, elle est directrice du commerce intérieur au sein du ministère du Commerce, de l'Industrie et des Nouvelles technologies.

### Carrière politique
Le 5 avril 2017, elle est nommée secrétaire d'État auprès du ministre des Affaires étrangères et de la Coopération internationale dans le gouvernement El Othmani.